# Alessandro Pratesi
Alessandro Pratesi (* 31. März 1922 in Sulmona, Italien; † 29. Januar 2012 in Rom) war ein italienischer Paläograph und Diplomatiker.

## Leben
Pratesi wurde 1922 in Sulmona geboren. Nach der Promotion (laurea) an der Universität La Sapienza in Rom wurde er zunächst Professor für Paläographie und Diplomatik an der Universität Bari, dann kehrte er an seine Heimatuniversität zurück. Nach dem Tod von Giorgio Cencetti übernahm er auch die Leitung der Scuola speciale per archivisti e bibliotecari.
Von 1982 bis 2003 war er zugleich Dozent an der Scuola Vaticana di paleografia, diplomatica e archivistica, der zentralen Ausbildungsstätte für künftige Kirchenarchivare. Seine Einführung in die Urkundenlehre Genesi e forme del documento medievale, mehrfach neu aufgelegt und aktualisiert, wurde an den italienischen Universitäten zum empfohlenen Standardwerk und ist dies nach wie vor. Von seinen Urkundeneditionen hat vor allem die der aus Kalabrien stammenden Urkunden des Fondo Aldobrandini in der Vatikanischen Bibliothek wichtige Quellen für eine Region zur Verfügung gestellt, in der sich vor Ort kaum etwas aus dem Mittelalter erhalten hat.
Er war Mitglied, meist in führender Position, der Leitungsgremien des Centro di studi sull’alto medioevo in Spoleto und des Istituto di Studi Romani, der Commission Internationale de Paléographie sowie der Commission Internationale de Diplomatique, zudem Präsident der Società Romana di Storia Patria und des Centro studi internazionali Giuseppe Ermini in Ferentino.
Lange Zeit war er auch an der Redaktion der Enciclopedia cattolica beteiligt.

## Veröffentlichungen (Auswahl)
- Genesi e forme del documento medievale. Rom 1979 und öfters
- Carte latine di abbazie calabresi provenienti dall’archivio Aldobrandini. Città del Vaticano 1958 (Studi e Testi 197)
- Tra carte e notai: saggi di diplomatica dal 1951 al 1991. Roma: Presso la Soc. alla Bibliotheca Vallicelliana, 1992. - X, 654 S., Ill., Kt. (Società Romana di Storia Patria: Miscellanea della Società Romana di Storia Patria 35)
- Frustula palaeographica. [Biblioteca di Scrittura e Civiltà 4] Firenze: Olschki 1992
- Paleografia latina: l’avventura grafica del mondo occidentale, gemeinsam mit Paolo Cherubini. Città del Vaticano: Scuola Vaticana di Paleografia, Diplomatica e Archivistica, 2010 (Littera antiqua 16) ISBN 978-88-85054-20-2
- Problemi e prospettive del censimento dei documenti pontifici, in: Annali della Scuola speciale per archivisti e bibliotecari 12, 1972 [erschienen 1973], S. 108–116.